# Erphaea
Erphaea es un género de escarabajos longicornios de la tribu Acanthocinini.

## Especies
- Erphaea pumicosa Erichson, 1847
- Erphaea stigma Martins & Monné, 1974